# Меллотрон
Меллотрон (англ. mellotron, от англ. melody и electronics) — электромеханический клавишный музыкальный инструмент. Разработан в начале 1960-х годов в Великобритании на основе чемберлина. Звук генерируется посредством воспроизведения магнитофонных лент, по одной на каждую клавишу. Меллотрон получил широкое распространение в неакадемической музыке в 1960-е и 1970-е годы как замена полноценному оркестру. В 1980-е гг. был вытеснен цифровыми семплерами.

## Устройство
Каждая клавиша меллотрона соединена со своим собственным лентопротяжным механизмом, через каждый из которых пропущена магнитная лента с записью соответствующей ноты. При нажатии на клавишу начинается воспроизведение соответствующей ленты. При отпускании клавиши лента перематывается на начало простым пружинным механизмом. Время звучания каждой ленты — около восьми секунд. Благодаря этому возникла уникальная для меллотрона техника игры («crawling spider technique»), при которой для продления звучания аккорда постоянно меняется обращение этого аккорда.
Ленты меллотрона имеют по три-четыре дорожки, между которыми можно переключаться, передвигая считывающую головку поперёк ленты. Также они могут иметь несколько банков звуков, записанных вдоль ленты друг за другом, между ними также можно переключаться при помощи селектора на передней панели.
Меллотрон известен как очень капризный и ненадёжный инструмент. Это, и его немалый вес способствовали его вытеснению в 1980-е годы более надёжными и портативными синтезаторами и семплерами.
Меллотрон нуждается в регулярной чистке головок и прижимных роликов, регулировке положения головок и их размагничивании, а также в уходе за возвратными пружинами, обеспечивающими перемотку лент на начало после отжатия клавиш. Владельцам меллотронов приходится либо платить немалые деньги за регулярное обслуживание своих инструментов, либо обучаться этому самим. Однако, лёгкая расстроенность играет немаловажную роль в формировании «фирменного» звучания меллотрона.

## История
Конструкция чемберлина имела ряд недостатков, среди которых недостаточно прочная и надёжная конструкция и неоткалиброванность его семидесяти магнитофонных головок, в результате чего соседние клавиши могли значительно различаться по характеру звучания. Кроме того, Гарри Чемберлин просто не справлялся с выполнением всех заказов. В поисках изготовителя семидесяти одинаковых магнитофонных головок служащий Чемберлина Билл Франсен обратился к британской фирме Bradmatic, Ltd., принадлежавшей трём братьям Брэдли — Лесу, Франку и Норману. Он продемонстрировал им чемберлин, и в результате этого сотрудничества инструмент был существенно доработан. Новый инструмент получил название Mellotron, была образована новая фирма Mellotronics, занимавшаяся продажей инструментов и записью лент для них. Bradmatic занимались изготовлением меллотронов и переводом записей с четвертьдюймовых лент в специфический для меллотрона 3/8-дюймовый формат.
Изначально меллотроны выпускались без ведома и согласия на то Чемберлина, и только в 1966 году Франсен и Брэдли купили у него права на технологию производства инструмента за 30 000 фунтов стерлингов. Также у Чемберлина для использования в меллотронах были приобретены некоторые наборы лент.
С 1972 г. меллотроны продавались в США компанией Dallas Arbiter (позже сменившей название на Dallas Music Industries). В 1977 Dallas Music Industries обанкротились, что привело к закрытию Mellotronics и невозможности для Streetly Electronics (фирмы, в которую была преобразована Bradmatic) использовать название «Меллотрон», права на которое перешли Биллу Эбердайну из DMI и его новой компании Sound Sales. В результате Streetly выпускали свои инструменты под именем Novatron, но в США они продавались Sound Sales под прежним именем Mellotron.
Меллотрон выгодно отличался от ранних синтезаторов своей многоголосностью (производились даже ленты для меллотрона с записями тогдашних одноголосных синтезаторов), а часто и сравнительно большей надёжностью. Первые цифровые семплеры тоже проигрывали меллотрону из-за очень малого объёма памяти. Однако в 80-х годах с распространением более совершенных семплеров и полифонических синтезаторов интерес к меллотрону угас, и его производство прекратилось.
В 1990-е годы звуки меллотрона снова вошли в моду, когда его стали использовать такие исполнители, как, Arch Enemy, Marillion, The Smashing Pumpkins, Oasis, Tori Amos, Spock's Beard, Lenny Kravitz, The Flower Kings, Nine Inch Nails, Muse, Pearl Jam, Red Hot Chili Peppers, Radiohead, South, Porcupine Tree, Opeth, Ayreon, Marilyn Manson. Было возобновлено производство меллотронов, а также отреставрировано много старых инструментов.
Фирма Mellotron Archives при участии Майка Пиндера из The Moody Blues выпустила компакт-диск с библиотекой семплов меллотрона и чемберлина для семплеров Akai. Также фирма G-Media Music выпустила VST-инструмент M-Tron с коллекцией семплов на трёх компакт-дисках. Это сделало использование звуков меллотрона в новых записях ещё доступнее и, кроме того, многие музыканты предпочитают использовать семплы вместо того, чтобы возить с собой громоздкий и хрупкий инструмент (например, Рик Уэйкман использует M-Tron).

## Модели

### Mark I/II
Первая модель меллотрона, разработанная на основе Chamberlin 600 Music Master. Mark II представляет собой доработанную версию Mark I, почти все экземпляры Mark I после выхода Mark II были модернизированы.
Имел два мануала по 35 клавиш (G—F). Левая клавиатура поделена на две секции: ритмов (клавиши 1—17) и аккомпанемента (клавиши 18—35). Правая клавиатура имела выбор из 18 сольных инструментов. Использовались 3/8-дюймовые ленты, по три дорожки и шесть банков на каждую. Имелась возможность одновременного воспроизведения двух соседних дорожек.
Многие исполнители (Genesis, The Moody Blues, King Crimson и др.), не находя никакого применения ритмам и аккомпанементам, заменяли набор лент левого мануала на второй набор правого.
Модель имела два встроенных двенадцатидюймовых динамика, ламповый предусилитель, два транзисторных усилителя мощности и пружинный ревербератор.
Mark II использовался при записи первых альбомов King Crimson («In the Court of the Crimson King», «In the Wake of Poseidon» и «Lizard»), на альбомах Genesis «Trespass», «Nursery Cryme» и «Foxtrot» и на первых записях Moody Blues.

### Fx Console
В 1965 году на основе Mark II по заказу BBC была разработана модель Fx Console для воспроизведения различных звуковых эффектов для радио и телевидения. На лентах Fx Console вместо обычных ритмов, аккомпанементов и сольных инструментов были записаны 1260 различных звуковых эффектов. Также претерпела изменения и общая конструкция:
- каждую клавиатуру разделили на две части (клавиши 1—18 и 19—35) с отдельным блоком головок, предусилителем и регулятором громкости, был также снижен коэффициент шумов
- был добавлен выход на наушники с регулятором громкости
- электромагнитный селектор дорожек, без возможности одновременного воспроизведения соседних дорожек, как на Mark II
- усилитель и динамики были заменены на более компактные и маломощные
- ревербератор был исключён из конструкции
- более дешёвый фанерный корпус

### M300
Разрабатывался с целью уменьшения размера и веса Mark II.
Не имел встроенных динамиков, однако по желанию заказчика мог комплектоваться усилителем LSA 300.
Использовалась та же система банков, что и в Mark II, но на одной клавиатуре с 52 клавишами. Клавиатура делилась на четыре части: 3 клавиши для уменьшенных аккордов, одна октава для аккомпанемента, 3 клавиши для ритмов и 34 клавиши для соло-инструментов.
Единственная модель, в которой использовались четвертьдюймовые двухдорожечные ленты. Дорожки не могли воспроизводиться одновременно. Всего было предусмотрено шесть банков аккомпанемента и шесть банков соло-инструментов.
Для M300 ленты были записаны новые наборы лент более высокого качества. Первый набор лент (M300A) был выпущен в 1967 году, он был заменён на второй (M300B) в 1969 году.
M300 использовали Barclay James Harvest, Earth and Fire («Song of the Marching Children», «Atlantis»), Gentle Giant («Gentle Giant», «Acquiring the Taste», «Three Friends»).
M300 имел репутацию особенно ненадёжного инструмента, в котором ленты часто рвались при смене банков.

### M400
Самая известная и распространённая модель, по сравнению с предшественниками ещё более лёгкая и портативная.
Один мануал из 35 клавиш (G—F), трёхдорожечные ленты шириной 3/8 дюйма. Ритм-секция и секция аккомпанемента отсутствуют.
Первые экземпляры были построены на основе платы CMC-10, которая требовала длительного периода разогрева и не обеспечивала надлежащей стабильности скорости подачи лент, в результате при одновременном нажатии шести-семи клавиш строй инструмента заметно снижался. С 1973—74 года CMC-10 заменены на более надёжные SMS-2.
На передней панели имеется вход для педали громкости (сама педаль входит в комплект поставки).
Модель выпускалась также как Novatron 400.
В модели M400 отказались от системы банков в пользу легкозаменяемых кассет с лентами, каждая из которых заменяла один банк. Благодаря этой системе появилась возможность выпускать новые наборы звуков для меллотрона. Например, именно на таких добавочных кассетах появились ставшие очень популярными звуки хоров. Mellotronics также изготавливали на заказ кассеты с записями заказчика. Кроме того, выпускались адаптеры, позволявшие использовать в меллотроне стандартные двухдорожечные четвертьдюймовые ленты.
Выпускался также аналог Fx Console на базе M400 — Mellotron M400 FX. Он поставлялся с двенадцатью кассетами с записями 105 звуковых эффектов на каждой.

### Mark V
Один из самых редких меллотронов. В сущности представляет собой два M400 в одном корпусе.

### 4 Track
Единственный из меллотронов, выпускавшийся в США. Представляет собой попытку усовершенствовать M400.
Использовались четырёхдорожечные четвертьдюймовые ленты с блоками из четырёх фиксированных головок, которые могли воспроизводить все четыре дорожки с ленты одновременно.
Каждая дорожка имела свой предусилитель, а также трёхполосный эквалайзер, регуляторы громкости и стереопанорамы и переключатель вкл/выкл.
Несмотря на эти технические улучшения по сравнению с M400, 4 Track не получил должного распространения из-за низкого качества записанных для него звуков.

### Mark VI/VII
Модель основана на M400, но имеет по сравнению с ней ряд преимуществ и улучшений, в том числе ламповый предусилитель и более прочный и лёгкий корпус, новые более стабильные двигатели и новый формат кассет с лентами, благодаря чему они стали легче и прочнее, а также позволяют проигрывать более длинные ленты.

### M4000
Одномануальная модель, внешне похожая на M400, но использующая принцип банков более ранних моделей для более быстрого переключения между различными звуками без замены лент. Использованы 3/8-дюймовые трёхдорожечные ленты, имеет 8 банков. Кроме стандартных 24 звуков Streetly Electronics изготовляет на заказ наборы лент с записями из обширного каталога наиболее популярных звуков.
Анонсирована двухмануальная модификация M5000.

### Сводная таблица
| Модель      | Годы производства                | Мануалы | Размеры, см       | Вес, кг | Изготовлено, шт           |
| ----------- | -------------------------------- | ------- | ----------------- | ------- | ------------------------- |
| Mark I/II   | Mark I: 1963, Mark II: 1964—1968 | 2×35    | 129.5×99×68.5     | 159     | Mark I: ~55 Mark II: ~300 |
| FX Console  | 1965—1970                        | 2×35    | 129.5×99×68.5     | 159     | ~60                       |
| M300        | 1968—1970                        | 1×52    | 107×92×67         | 113.4   | 52                        |
| M400        | 1970—1977, Novatron: 1978—1986   | 1×35    | 86×86×56          | 55      | ~2000                     |
| Mark V      | 1975—1977, Novatron: 1978—1980   | 2×35    | 132×89.5×66       | 152     | 26, Novatron: 4           |
| 4 Track     | 1981                             | 1×35    | 89.53×89.53×57.78 | 47      | 4                         |
| Mark VI/VII | 1999—                            | 1×35    | 83.82×86.36×55.88 | 44.45   | 30                        |
| M4000       | 2007—                            | 1×35    | ?                 | ?       | ?                         |

## Меллотрон в рок-музыке
- The Moody Blues

Клавишник The Moody Blues Майк Пиндер какое-то время работал в Streetly Electronics (он занимался финальной доводкой инструментов перед отгрузкой). Лесди Брэдли помог ему приобрести подержанный Mark II, вскоре группа выпустила песню «Love and Beauty» и с тех пор меллотрон стал неотъемлемой частью саунда Moody Blues.
- The Beatles

Майк Пиндер познакомил The Beatles с меллотроном, и они очень скоро нашли ему применение в «Strawberry Fields Forever» (один из самых известных примеров использования меллотрона), а позже использовали его в альбомах Magical Mystery Tour и т. н. «Белом».
- Led Zeppelin

Редко использовали меллотрон в студии (например, в «The Rain Song»), но на концертах с его помощью воспроизводили струнные аранжировки в «Kashmir» и ансамбль флейт в «Stairway To Heaven».
- King Crimson

Меллотрон активно использовался во всех альбомах King Crimson 70-х годов. Многие песни с этих альбомов («Epitaph», «In The Court of the Crimson King», «Starless») считаются классикой меллотрона.
- Genesis

Тони Бэнкс активно использовал меллотрон во всех альбомах Genesis вплоть до начала восьмидесятых.
Одним из самых известных примеров использования меллотрона в прог-роке является вступление к песне «Watcher of the Skies» с альбома Foxtrot. В ней Бэнкс играет одновременно на двух мануалах, комбинируя звуки Brass/Strings (аккорды в правой руке) и Вass accordion (одиночные ноты в левой).
- Том Уэйтс

Том Уэйтс использовал меллотрон при записи, например, таких альбомов, как Frank’s Wild Years и Bone Machine (песни «Earth Died Screaming» и «The Ocean Doesn’t Want Me»). У музыканта есть один меллотрон и два чемберлина. Также Уэйтс поёт и играет на меллотроне в композиции группы Primus «Coattails of a Deadman» c альбома Antipop (1999).
- The Rolling Stones

Брайан Джонс одним из первых британских музыкантов освоил меллотрон. Он играл на нём в таких песнях, как «She’s a Rainbow» (с альбома Their Satanic Majesties Request), сингле «We Love You», «Jigsaw Puzzle» (с альбома Beggar’s Banquet).
Меллотрон был особенно популярен в прогрессивном роке 70-х. Помимо уже упомянутых групп его активно использовали Рик Уэйкман из Yes (в том числе на сольных альбомах), Gentle Giant, Manfred Mann и многие другие. С возрождением интереса к прог-року возродился и интерес к меллотрону в этом жанре. Начиная с 90-х годов его использовали Änglagård, Anekdoten, Spock's Beard, Porcupine Tree, Opeth, Ayreon, Dream Theater, Therion.
- Рик Уэйкман был так раздосадован постоянными проблемами меллотрона с настройкой и лентами, что сжёг два своих экземпляра M400[6]
- Часто в качестве примера использования меллотрона ошибочно приводят вступление к песне Led Zeppelin «Stairway to Heaven». На самом деле в альбомной версии этой песни использовались «живые» флейты[7].
- Инструмент, использованный в «Strawberry Fields Forever» — один из Fx Console. В 1980 его приобрёл Майк Олдфилд, затем в 1994 он снова был продан Полу Маккартни за 10 000 фунтов стерлингов[8].
- Меллотрон, принадлежавший Джону Леннону, был впоследствии приобретён Трентом Резнором и использовался на альбомах Nine Inch Nails и Marilyn Manson[9].